# Rafał Komenda
Rafał Komenda (ur. 5 czerwca 1998 w Grajewie) – polski koszykarz, występujący na pozycji silnego skrzydłowego, obecnie zawodnik Dzików Warszawa.
17 listopada 2018 opuścił Anwil Włocławek.
25 lutego 2021 dołączył po raz kolejny w karierze do Anwilu Włocławek. 30 grudnia 2021 opuścił klub.

## Osiągnięcia
Stan na 25 maja 2023.
Drużynowe
- Mistrz:
  - Polski (2018)
  - I ligi (2023)[4]
- Finalista Pucharu Polski (2017)

Młodzieżowe
- Wicemistrz Polski młodzików (2012)
- Brązowy medalista mistrzostw Polski kadetów (2014)

Reprezentacja
- Mistrz Europy U–20 dywizji B (2018)[5]